# Satyrus welkinsi
Satyrus welkinsi är en fjärilsart som beskrevs av Nicolas Grigorevich Erschoff 1884. Satyrus welkinsi ingår i släktet Satyrus och familjen praktfjärilar. Inga underarter finns listade.